# اهلاپولا
اهلاپولا (به لاتین: Ehelapola) یک منطقهٔ مسکونی در سری‌لانکا است که در استان جنوبی (سری‌لانکا) واقع شده‌است.